# Ictericodexia aristata
Ictericodexia aristata là một loài ruồi trong họ Tachinidae.